# Triumph (1924)
Triumph ist ein Hollywood-Stummfilm aus dem Jahre 1924 von Cecil B. DeMille. Die Hauptrolle in der klassischen Geschichte vom Aufstieg und anschließenden Niedergang eines vom großen Ruhm träumenden, jungen Mädchens spielt Leatrice Joy. Rod La Rocque und Victor Varconi verkörpern die beiden jungen Männer, die um sie buhlen.

## Handlung
Im Zentrum der Geschichte steht Ann Land (in der österr. Fassung heißt sie Anna Land). Ann ist eine kleine Fabrikarbeiterin und hat doch immer nur vom großen Ruhm, von der Anerkennung als Künstlerin, vom Beifall geträumt. Dies geht sogar so weit, dass sich das Maschinengeklapper in der Werkshalle in ihrer Vorstellungskraft wie tosender Applaus anhört. Die beiden Halbbrüder King Garnet und William Silver – King, der nichtsnutzige Sohn des Fabrikbesitzers aus erster Ehe, und William, der fleißige Sohn aus zweiter Ehe, der die Fabrik managt – stehen zueinander in heftiger Konkurrenz um die Gunst des hübschen Mädchens. Wie auch schon bezüglich der Vormacht in der Firma, die nur einer der beiden Männer vom verstorbenen Vater erben kann, kämpfen beide mit harten Bandagen um Anns Gunst; ein Wetteifern, das bald feindselige und erbarmungslose Züge annimmt.
Nach vielen Mühen kann Ann sich doch noch ihren Lebenstraum erfüllen. Sie ist die berühmte, die gefeierte, die große Künstlerin geworden. Nun liegt ihr ganz Paris zu Füßen. Während eines festlichen Banketts zu Ehren ihres großen Triumphs hebt Ann im Überschwang ihr Glas auf sich selbst und ruft den Toast aus „Auf das Wohl der größten Sängerin!“. In diesem Moment, wo Triumph und Hochmut aufeinanderstoßen, ist auch der Fall, Anns Niedergang, nicht weit. Jemand ruft „Feuer!“, und schon dringen dichte Rauchschwaden in den Raum. Bewusstlos sinkt Ann im Qualm nieder. Sie wird zwar gerettet, doch als sie aus dem Koma wieder erwacht hat sie ihr wichtigstes Instrument, ihre Stimme, verloren. All ihre Träume erscheinen nun wie Makulatur, und nun zeigt sich bald, welcher der beiden Männer auch heute noch Interesse an ihr besitzt.

## Produktionsnotizen
Triumph wurde am 27. April 1924 uraufgeführt. In Österreich lief der Film im Oktober 1924 an, nahezu zeitgleich wie DeMilles vorhergehende Inszenierung Adams Rippe. Eine deutsche Premiere ist nicht bekannt.
Der Ungar Michael Varkonyi, der bis dahin erfolgreich in österreichischen und deutschen Filmen Hauptrollen gespielt hatte, gab mit Triumph seinen Einstand in Hollywood.

## Kritik
Wiens Neue Freie Presse schrieb: „Nicht völlig auf der Höhe sind die Einzelheiten des Buches. (…) Die Darstellung hatte ihre Qualität in allen ihren Teilen, was in erster Linie von Michael Varkonyi und Leatrice Joy gilt.“